# Erza nyelv
Az erza nyelv (эрзянь кель, erzäny kel) finnugor nyelv, a moksa mellett a mordvin nyelv két fő ágának egyike, amelyet főleg Mordvinföld (az Oroszországi Föderáció köztársasága) északkeleti és északnyugati részén beszélnek, valamint az ezzel szomszédos Nyizsnyij Novgorod, Orenburg, Penza, Szaratov, Szamara és Uljanovszk területeken (oblaszt), valamint Csuvasföld, Tatárföld és Baskíria köztársaságokban is. Mintegy 260 000 beszélője van. Erza diaszpóra él Örmény- és Észtországban, Kazahsztánban és más posztszovjet utódállamokban is. A nyelvet jelenleg a cirill írásnak az orosz nyelvhez használt változatával írják, módosítások nélkül. Mordvinföldön hivatalos státuszt élvez a moksa és orosz nyelvvel együtt.
A nyelv az uráli nyelvcsaládba, a finnugor nyelvek közé tartozó finn-volgai nyelvek közé tartozik, a mordvin nyelv egyik ága; a másik a moksa, amelynek az erza közeli rokona, de fonetikájában, morfológiájában és szókincsében eltér tőle. A két nyelv beszélői önálló nemzeti öntudattal rendelkeznek és általában nem szeretik, ha mordvinként emlegetik őket. Az erzára a középkortól inkább az orosz, a moksára inkább a tatár nyelv hatott.
Az erza nyelv napját április 16-án ünneplik.

## Fonológia

### Mássalhangzók
|             |             | Labiális | Alveoláris | Alveoláris | Poszt- alveoláris | Palatális | Veláris |
| plain       | pal.        | Labiális |            |            | Poszt- alveoláris | Palatális | Veláris |
| ----------- | ----------- | -------- | ---------- | ---------- | ----------------- | --------- | ------- |
| Nazális     | Nazális     | m        | n          | nʲ         |                   |           | ŋ       |
| Plozíva     | zöngétlen   | p        | t          | tʲ         |                   |           | k       |
| Plozíva     | zöngés      | b        | d          | dʲ         |                   |           | ɡ       |
| Affrikáta   | zöngétlen   |          | t͡s         | t͡sʲ        | t͡ʃ                |           |         |
| Frikatív    | zöngétlen   | f        | s          | sʲ         | ʃ                 |           | x       |
| Frikatív    | zöngés      | v        | z          | zʲ         | ʒ                 |           |         |
| Pergetett   | Pergetett   |          | r          | rʲ         |                   |           |         |
| Approximáns | Approximáns |          | l          | lʲ         |                   | j         |         |

Példa minimálpárokra a /n/ és a /ŋ/ között
- /janga/ „az út mentén” (ragozáskor a szótő alveoláris /n/ hangja megmarad a ga prolatív esetvégződés előtt) és /jaŋga/ (a jaŋgams, „eltörni” ige konnegatív alakja)
- /jonks/ „jó”  és /joŋks/ „irány, terület” (lásd Rueter 2010: 58)

### Magánhangzó-harmónia
Sok más uráli nyelvhez hasonlóan az erzára is jellemző a magánhangzó-harmónia. A legtöbb szótőben magas vagy mély hangrendű magánhangzó van, és minden, középen magánhangzót tartalmazó toldaléknak két formája van, ami a szótő utolsó magánhangzójától függ. A mély hangrendű /a/ hangra, amely a -шка (ška) hasonlító esetragban és a prolatív -ка/-га/-ва (ka/ga/va) ragban van, nem vonatkozik a magánhangzó-harmónia.
A magánhangzó-harmónia szabályai:
1. Ha a szótő utolsó szótagjában magas hangrendű magánhangzó van, a rag magas hangrendű változatát kell használni: веле (vele) „falu”, велесэ (velese) „egy faluban”.
2. Ha a szótő utolsó szótagjában mély hangrendű magánhangzó van, és nem palatalizált mássalhangzó követi, a rag mély hangrendű változatát kell használni: кудо (kudo) „ház”, кудосо (kudoso) „egy házban”.

Ha azonban a mély magánhangzót palatalizált mássalhangzó  követi, nem érvényes a magánhangzó-harmónia, és a magas hangrendű rag használatos: кальсэ (kalʲse) „fűzfával”, ойсэ (ojse) „vajjal”. Ugyanígy, ha magas hangrendű szótőhöz mély hangrendű rag kapcsolódik, az ezt követő szótagok a mély hangrendet követik: велеванзо (velʲevanzo) „falvai szerte”. Így a magánhangzó-harmónia megsértése egyes szótöveknél (pl. узере (uzere) „balta”, суре (sure) „cérna”) a palatalizált mássalhangzóknak (ź) és (ŕ) köszönhető.

## Írás
A modern erza ábécé az orosszal egyezik meg.
| А /a/ | Б /b/  | В /v/  | Г /ɡ/ | Д /d/   | Е /je/ | Ё /jo/ | Ж /ʒ/  | З /z/ | И /i/  | Й /j/  |
| К /k/ | Л /l/  | М /m/  | Н /n/ | О /o/   | П /p/  | Р /r/  | С /s/  | Т /t/ | У /u/  | Ф /f/  |
| Х /x/ | Ц /t͡s/ | Ч /t͡ʃ/ | Ш /ʃ/ | Щ /ʃt͡ʃ/ | Ъ /-/  | Ы /ɨ/  | Ь /◌ʲ/ | Э /e/ | Ю /ju/ | Я /ja/ |

Az 1929 előtti ábécé egyes publikációkban tartalmazta a Ҥ (Ҥ ҥ) ligatúrát is (cf. Evsevyev 1928).
| А /a/  | Б /b/  | В /v/ | Г /ɡ/   | Д /d/ | Е /je/ | Ё /jo/ | Ж /ʒ/ | З /z/  | И /i/  | Й /j/ | К /k/ |
| Л /l/  | М /m/  | Н /n/ | нг /ŋ/  | О /o/ | П /p/  | Р /r/  | С /s/ | Т /t/  | У /u/  | Ф /f/ | Х /x/ |
| Ц /t͡s/ | Ч /t͡ʃ/ | Ш /ʃ/ | Щ /ʃt͡ʃ/ | Ъ /-/ | Ы /ɨ/  | Ь /◌ʲ/ | Э /e/ | Ю /ju/ | Я /ja/ | ä /æ/ | ə /ə/ |

1932-ben hivatalosan elfogadtak egy latin ábécét, melyet Anatolij Pavlovics Rjabov fejlesztett, de sosem használták:
a в c ç d ә e f g y i j k l m n o p r s ş t u v x z ƶ ь
A latin ábécének létezik egy másik változata is:
a ä b c č cy d e f g h i j k l m n ny o ö p r ry s š sy t ty u ü v y z ž zy

## Bibliográfia
- A.I. Bryzhinskiy, O.V. Pashutina, Ye.I. Chernov. Писатели Мордовии Биобиблиографический справочник. Saransk: Mordovskoye Knizhnoye Izdatelystvo, 2001. ISBN 5-7595-1386-9.
- Vasilij D'omin. Сюконян тенк... Эрзянь писательде ёвтнемат. Saransk, 2005. ISBN 5-7595-1665-5.
- Ksenija Djordjevic & Jean-Leo Leonard. Parlons Mordve. Paris: L'Harmattan, 2006, ISBN 2-296-00147-5.
- Makar E. Evsev'ev.  Основы мордовской грамматика, Эрзянь грамматика. С приложением образцов мокшанских склонений и спряжений. Москва: Центральное издательство народов СССР, 1928.
- Jack Rueter. Adnominal Person in the Morphological System of Erzya. Suomalais-Ugrilaisen Seuran Toimituksia 261. Helsinki: Suomalais-Ugrilainen Seura, 2010, ISBN 978-952-5667-23-3 [print], ISBN 978-952-5667-24-0 [online].
- D.V. Tsygankin. Память запечатленная в слове: Словарь географических названий республики Мордовия. Saransk, 2005. ISBN 5-7493-0780-8.

## Fordítás
- Ez a szócikk részben vagy egészben  az   Erzya language című angol Wikipédia-szócikk ezen változatának fordításán alapul.  Az eredeti cikk szerkesztőit annak laptörténete sorolja fel. Ez a jelzés csupán a megfogalmazás eredetét és a szerzői jogokat jelzi, nem szolgál a cikkben szereplő információk forrásmegjelöléseként.